# Flughafen Yangyang

i7
i11
i13
Der Flughafen Yangyang (koreanisch 양양국제공항 RR Yangyang Gukje Gonghang, englisch Yangyang International Airport, IATA-Code: YNY, ICAO-Code: RKNY) ist ein kleiner Flughafen in Yangyang, Gangwon in Südkorea. Der Flughafen bedient die Orte Sokcho, Gangneung und Pyeongchang. Der Bau des 2002 fertiggestellten Flughafens kostete etwa 400 Millionen US-Dollar.

## Verkehrszahlen
| Air traffic statistics                                   | Air traffic statistics | Air traffic statistics | Air traffic statistics |
|                                                          | Flugbewegung           | Passagier Anzahl       | Frachtmenge (Tonnen)   |
| -------------------------------------------------------- | ---------------------- | ---------------------- | ---------------------- |
| 2002                                                     | 3,128                  | 217,115                | 926                    |
| 2003                                                     | 2,629                  | 194,539                | 870                    |
| 2004                                                     | 1,523                  | 114,342                | 447                    |
| 2005                                                     | 737                    | 60,690                 | 223                    |
| 2006                                                     | 1,059                  | 51,547                 | 197                    |
| 2007                                                     | 932                    | 35,300                 | 150                    |
| 2008                                                     | 155                    | 9,312                  | 64                     |
| 2009                                                     | 0                      | 0                      | 0                      |
| 2010                                                     | 134                    | 8,930                  | 90                     |
| 2011                                                     | 72                     | 5,749                  | 71                     |
| 2012                                                     | 198                    | 23,354                 | 212                    |
| 2013                                                     | 304                    | 38,748                 | 411                    |
| 2014                                                     | 1,454                  | 237,538                | 2,385                  |
| 2015                                                     | 889                    | 126,325                | 1,352                  |
| 2016                                                     | 621                    | 88,704                 | 892                    |
| 2017                                                     | 179                    | 15,780                 | 169                    |
| 2018                                                     | 342                    | 37,671                 | 471                    |
| 2019                                                     | 435                    | 54,283                 | 466                    |
| 2020                                                     | 2,542                  | 238,748                | 1,177                  |
| 2021                                                     | 2,377                  | 204,052                | 1,004                  |
| 2022                                                     | 2,981                  | 384,642                | 2,210                  |
| 2023                                                     | 1,233                  | 158,848                | 1,417                  |
| Quelle: Verkehrsstatistik der Korea Airports Corporation |                        |                        |                        |